# Daniel Gremsl
Daniel Gremsl (* 2. August 1992 in Hartberg) ist ein österreichischer Fußballspieler.

## Karriere
Gremsl begann seine Karriere beim TSV Hartberg, den er mit einer Unterbrechung in der Saison 2006/07 beim Grazer AK bis 2013 treu blieb. Sein Debüt in der Ersten Liga für die Steirer gab er am 20. August 2010 gegen den SV Grödig, als er in der 79. Minute für den Slowenen Nejc Omladic eingewechselt wurde. Nach einigen weiteren Jahren in der zweithöchsten österreichischen Spielklasse kam im Januar 2013 der Wechsel zum Bundesligisten FC Admira Wacker Mödling.
Sein erstes Spiel in der höchsten österreichischen Spielklasse gab Gremsl am 16. März 2013 gegen den SK Rapid Wien, als er in der 77. Minute für Thorsten Schick eingewechselt wurde. Das Spiel in Wien endete 1:1.
Im Sommer 2013 kehrte er leihweise zu seinem Stammverein TSV Hartberg zurück.
Zur Saison 2015/16 wurde sein Vertrag bei der Admira aufgelöst und er wechselte fest nach Hartberg. 2017 konnte er mit Hartberg wieder in die zweite Liga aufsteigen.
Im Jänner 2018 wechselte er nach Deutschland zum Drittligisten FSV Zwickau, bei dem er einen bis Juni 2019 laufenden Vertrag erhielt. Im Jänner 2019 wurde sein Vertrag bei Zwickau aufgelöst.
Daraufhin kehrte er im Februar 2019 nach Österreich zurück und wechselte zum Zweitligisten SKU Amstetten, bei dem er einen bis Juni 2019 laufenden Vertrag erhielt. Zur Saison 2020/21 wechselte er zum Ligakonkurrenten SV Lafnitz. Für Lafnitz kam er in drei Jahren zu 84 Zweitligaeinsätzen, in denen er 13 Tore erzielte.
Zur Saison 2023/24 wechselte er zum viertklassigen SV Bad Schallerbach.